# Torre di Mosto
Torre di Mosto (Tore de Mosto in veneto) è un comune italiano di 4 799 abitanti della città metropolitana di Venezia in Veneto.

## Storia

### Periodo romano
In epoca romana il territorio di Torre di Mosto era quasi totalmente paludoso, in quanto vi si estendeva un sistema di acquitrini, che metteva in comunicazione le lagune di Venezia e di Caorle. Lungo il limitare delle lagune transitava la strada consolare via Annia, costruita nel 131 a.C. per collegare Roma ad Aquileia.
Attorno al V secolo, nel periodo delle invasioni barbariche, fu costruita lungo il Livenza una torre difensiva, dalla quale il paese prese il nome.

### Medioevo e epoca veneziana
Fu proprio la discesa dei longobardi a determinare la fuga degli abitanti da Oderzo verso le più sicure lagune. In questo periodo fu fondata Heraclia (presso l'attuale Cittanova di Eraclea), uno dei più importanti centri dell'antico Ducato di Venezia.
Già qualche secolo più tardi Heraclia cominciò a decadere, sia per le continue esondazioni di Piave e Livenza, sia per l'ascesa della nascente Venezia. In questo periodo si andò a formare Torre, un piccolo borgo di contadini nei pressi del fortilizio romano dove già esisteva un'antica cappella dedicata a san Martino di Tours.
Nel 1411 il villaggio e la torre furono distrutti durante l'invasione degli Ungari. Vennero però ricostruiti su iniziativa dei patrizi da Mosto, da cui il paese trasse la specifica.
Nel periodo successivo, tuttavia, Torre di Mosto rimase un povero villaggio rurale ai margini delle paludi. La popolazione conduceva un'economia di sussistenza, duramente provata dalla malaria e dalle inondazioni del Livenza.

### Epoca contemporanea
Fu solo con l'arrivo degli Austriaci, nel 1815, che si diede avvio alla sistemazione del territorio, con la messa in sicurezza degli argini e lo sviluppo della navigazione fluviale. Con l'avvento del Regno d'Italia furono attuate le opere di bonifica, iniziate nel 1871 e completate nel primo dopoguerra.
I lavori restituirono all'agricoltura più di tremila ettari di terreno, creando lavoro e prosperità. Ma nel secondo dopoguerra la meccanizzazione agricola provocò una riduzione della manodopera e un'emorragia di abitanti. A partire dagli anni 1970, con lo sviluppo dell'industria e dei servizi, la popolazione è tornata a crescere.

### Simboli
Lo stemma del comune di Torre di Mosto è stato riconosciuto con DPCM dell'11 novembre 1952.
Il gonfalone, concesso con decreto del presidente della Repubblica del 12 settembre 1953, è un drappo partito di bianco e di rosso.

## Monumenti e luoghi di interesse
- Chiesa parrocchiale di San Martino Vescovo

## Società

### Evoluzione demografica
Abitanti censiti

## Cultura

### Musica
Il video di maggior successo del rapper di San Donà di Piave Lil Angel$, Estate, è stato girato tra Torre di Mosto e Jesolo. In particolare, le riprese sono state svolte nel campetto del paese. Il video su YouTube ha raggiunto quasi 6 milioni di visualizzazioni dalla data di pubblicazione, 12 anni fa.

## Amministrazione
Sul sito del Ministero dell'Interno sono disponibili i dati di tutte le elezioni amministrative di Torre di Mosto dal 1985.
| Periodo           | Periodo               | Primo cittadino        | Partito                         | Carica  | Note   |
| ----------------- | --------------------- | ---------------------- | ------------------------------- | ------- | ------ |
| 6 settembre 1985  | 29 giugno 1990        | Venerino Tamai         | DC                              | Sindaco |        |
| 29 giugno 1990    | 24 aprile 1995        | Venerino Tamai         | DC                              | Sindaco |        |
| 24 aprile 1995    | 14 giugno 1999        | Venerino Tamai         | Centro                          | Sindaco |        |
| 14 giugno 1999    | 14 giugno 2004        | Venerino Tamai         | Lista civica                    | Sindaco |        |
| 14 giugno 2004    | 24 agosto 2004        | Aldo Giuseppe Lucchese | Lista civica                    | Sindaco | [ 11 ] |
| 5 aprile 2005     | 30 marzo 2010         | Alessandra Cigana      | Centro-sinistra - Liste civiche | Sindaco |        |
| 30 marzo 2010     | 1º giugno 2015        | Camillo Paludetto      | Centro-destra - Liste civiche   | Sindaco |        |
| 1º giugno 2015    | 22 settembre 2020     | Giannino Geretto       | Lista civica                    | Sindaco |        |
| 22 settembre 2020 | attualmente in carica | Maurizio Mazzarotto    | Centro-destra - Liste civiche   | Sindaco |        |